# Loboparius schereri
Loboparius schereri är en skalbaggsart som beskrevs av Rudolph Petrovitz 1963. Loboparius schereri ingår i släktet Loboparius och familjen Aphodiidae. Inga underarter finns listade i Catalogue of Life.